# Pierre Juéry
Pour les articles homonymes, voir Juéry.
Pierre Juéry est un juriste et homme politique français, né le 26 septembre 1752 à Saint-Flour (actuellement Cantal) et décédé le 29 décembre 1839 à Senlis (Oise).

## Biographie
Issu de la petite bourgeoisie, il est avocat, puis maire de Creil avant la Révolution, avant de devenir administrateur du Département de l’Oise.
Député de l’Oise à l’Assemblée législative, il s’illustra notamment par son opposition à la vente des forêts nationales.
En 1803, il est élu par le Sénat conservateur député de l’Oise. Il est ensuite sous-préfet de ce département, à Senlis, puis conservateur des hypothèques de cette ville.

## Sources
- « Pierre Juéry », dans Adolphe Robert et Gaston Cougny, Dictionnaire des parlementaires français, Edgar Bourloton, 1889-1891 [détail de l’édition]